# راسل إل. أونوريه
راسل إل. أونوريه (بالإنجليزية: Russel L. Honoré)‏ هو ضابط أمريكي، ولد في 1947 في Lakeland, Louisiana ‏ في الولايات المتحدة.

## وصلات خارجية
- راسل إل. أونوريه على موقع IMDb (الإنجليزية)
- راسل إل. أونوريه على موقع إن إن دي بي (الإنجليزية)